# GodWeenSatan: The Oneness
GodWeenSatan: The Oneness è il primo album in studio del gruppo musicale statunitense Ween, pubblicato nel 1990.

## Tracce
1. You Fucked Up – 1:37
2. Tick – 1:53
3. I'm in the Mood to Move – 1:16
4. I Gots a Weasel – 1:22
5. Fat Lenny – 2:07
6. Cold and Wet – 1:12
7. Bumblebee – 1:19
8. Bumblebee Part 2 – 1:23
9. Don't Laugh (I Love You) – 2:49
10. Never Squeal – 2:25
11. Up on the Hill – 1:56
12. Wayne's Pet Youngin' – 1:41
13. Nicole – 9:20
14. Common Bitch – 1:46
15. El Camino – 2:17
16. Old Queen Cole – 1:34
17. Stacey – 1:58
18. Nan – 2:55
19. Licking the Palm for Guava – 1:07
20. Mushroom Festival in Hell – 2:35
21. L.M.L.Y.P. – 8:48
22. Papa Zit – 1:15
23. Hippy Smell – 2:11
24. Old Man Thunder – 0:23
25. Birthday Boy – 3:31
26. Blackjack – 4:36
27. Squelch the Weasel – 3:11
28. Marble Tulip Juicy Tree – 5:24
29. Puffy Cloud – 2:40

## Formazione
- Gene Ween
- Dean Ween